# 포항스틸야드
포항스틸야드(浦項스틸야드, Pohang Steel Yard)는 대한민국 경상북도 포항시에 있는 스포츠 시설이다. 관중석 15,521석(최대 수용 가능인원 25,000명) 규모로 포스코 시설 내부에 설치되었으며, 1990년에 대한민국에서 처음으로 건립된 축구 전용 경기장이다.
1990년 11월 10일 당시 포항제철과 고려대학교의 개장 기념 경기를 시작으로 정식 개장하였으며 이듬해인 1991년부터 K리그에서 포항 스틸러스가 홈 구장으로 사용하기 시작해 현재에 이르고 있다. K리그 클래식 포항 스틸러스의 홈 구장으로 2층으로 된 4면의 관중석과 관중석 전체를 덮는 지붕, 그리고 북쪽 관중석에 천연색 전광판 1개를 갖추고 있다. 경기장과 관중석과의 간격이 불과 4미터로써, 대한민국에서는 경기장 가장 가까운 곳에서 경기를 관람할 수 있는 경기장으로 꼽혔지만, 2012년 3월 11일 인천축구전용경기장이 개장하면서 경기장과 관중석과의 간격이 두 번째로 가까운 구장이 되었다.

## 역사
1988년 말 포항제철(현 포스코) 고 박태준 회장의 지시로 대한민국 최초의 축구 전용 경기장이 건설되었다. 1990년 11월 10일 포항제철 아톰스 (현 포항 스틸러스)와 고려대학교의 개장 경기를 시작으로, 1991년부터 K리그의 포항 스틸러스 홈경기가 개최되고 있다.
1999년에는 본부석 좌측에 500석 규모의 서포터석을 설치하여 대한민국에서 최초로 서포터석을 보유한 경기장이 되었다. 2003년에는 사계절 잔디 교체 및 첨단 음향시설, 라커룸 공사 등 대대적인 보수공사가 있었으며, 2005년에는 특별 관람석을 마련하고, 경기장 전면의 철망을 제거하여 관람 편의성을 높였다. 2010년 시즌을 앞두고는 지붕을 도색하고 전광판 1대를 추가로 설치하였으며 중계방송 차량용 통로를 없애고 좌석을 설치하였다. 2010년 4월 5일에는 K리그 최초로 인체공학적 벤치를 독일의 레카로(RECARO)사로부터 수입하여 설치를 완료하였다.
2013년 포항스틸야드의 잔디손상이 심해 잔디 전면 교체로 인해 포항 스틸러스는 2013시즌 28라운드 (9월 22일) 울산 현대전부터 남은 경기까지 포항종합운동장을 사용했다. 2018년에는 N석 서포팅 석을 늘리고 포항의 팀 컬러인 검정과 빨강으로 도색했다. 그리고 협소했던 기존의 W석 1층 좌석을 고쳐 프리미엄석으로 만들었다. 전체 좌석 수는 줄었지만, 한층 쾌적한 관람이 가능하게 되었다.

## 기록

### 1991년 대통령배 국제축구대회
| 날짜            | 팀 1               | 스코어 | 팀 2          | 라운드 |
| --------------- | ------------------ | ------ | ------------- | ------ |
| 1991년 6월 12일 | 오스트레일리아     | 1 - 0  | 대한민국 백호 | B조    |
| 1991년 6월 12일 | 소련 올림픽 대표팀 | 1 - 1  | 미국          | B조    |

### 1997년 아시안 슈퍼컵
| 날짜            | 팀 1          | 스코어 | 팀 2       | 라운드 |
| --------------- | ------------- | ------ | ---------- | ------ |
| 1997년 6월 19일 | 포항 스틸러스 | 1 - 1  | 알힐랄 SFC | 2차전  |

### 1998년 아시안 슈퍼컵
| 날짜            | 팀 1          | 스코어 | 팀 2        | 라운드 |
| --------------- | ------------- | ------ | ----------- | ------ |
| 1998년 12월 1일 | 포항 스틸러스 | 1 - 1  | 알나스르 FC | 1차전  |

## 사진
| 포항스틸야드 |

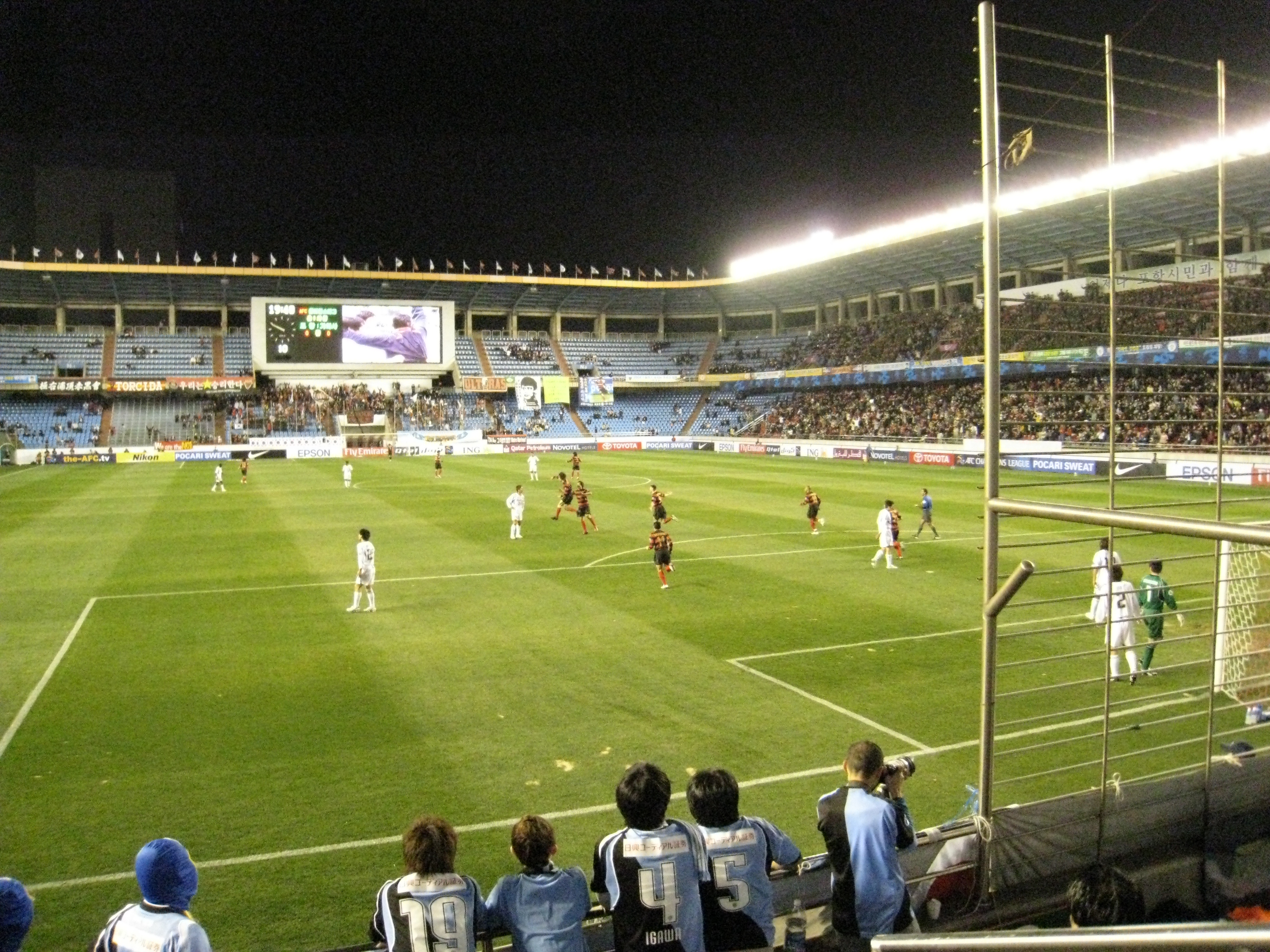
ACL Pohang-KAWASAKI(JAPAN)
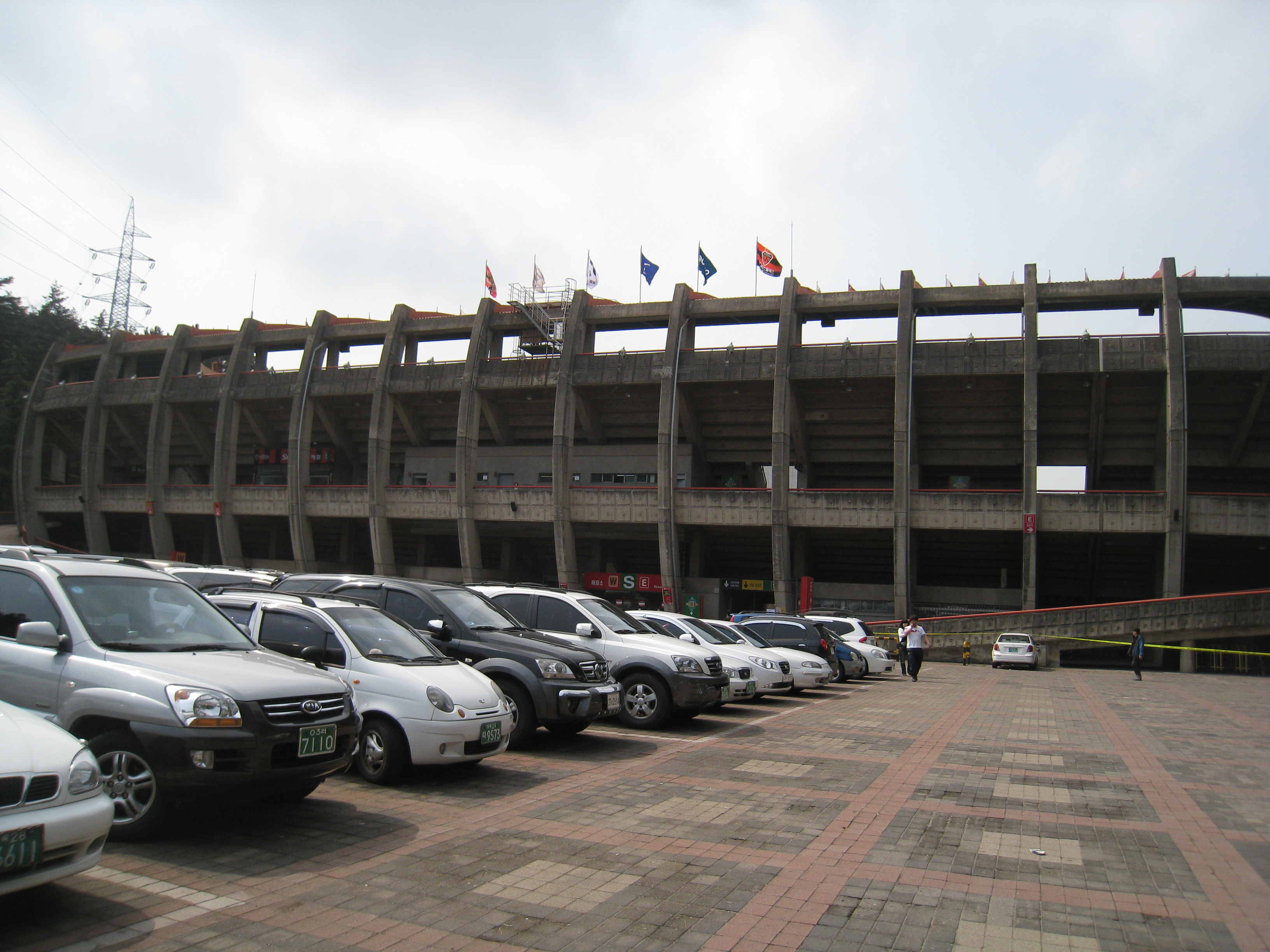
주 경기장 외관
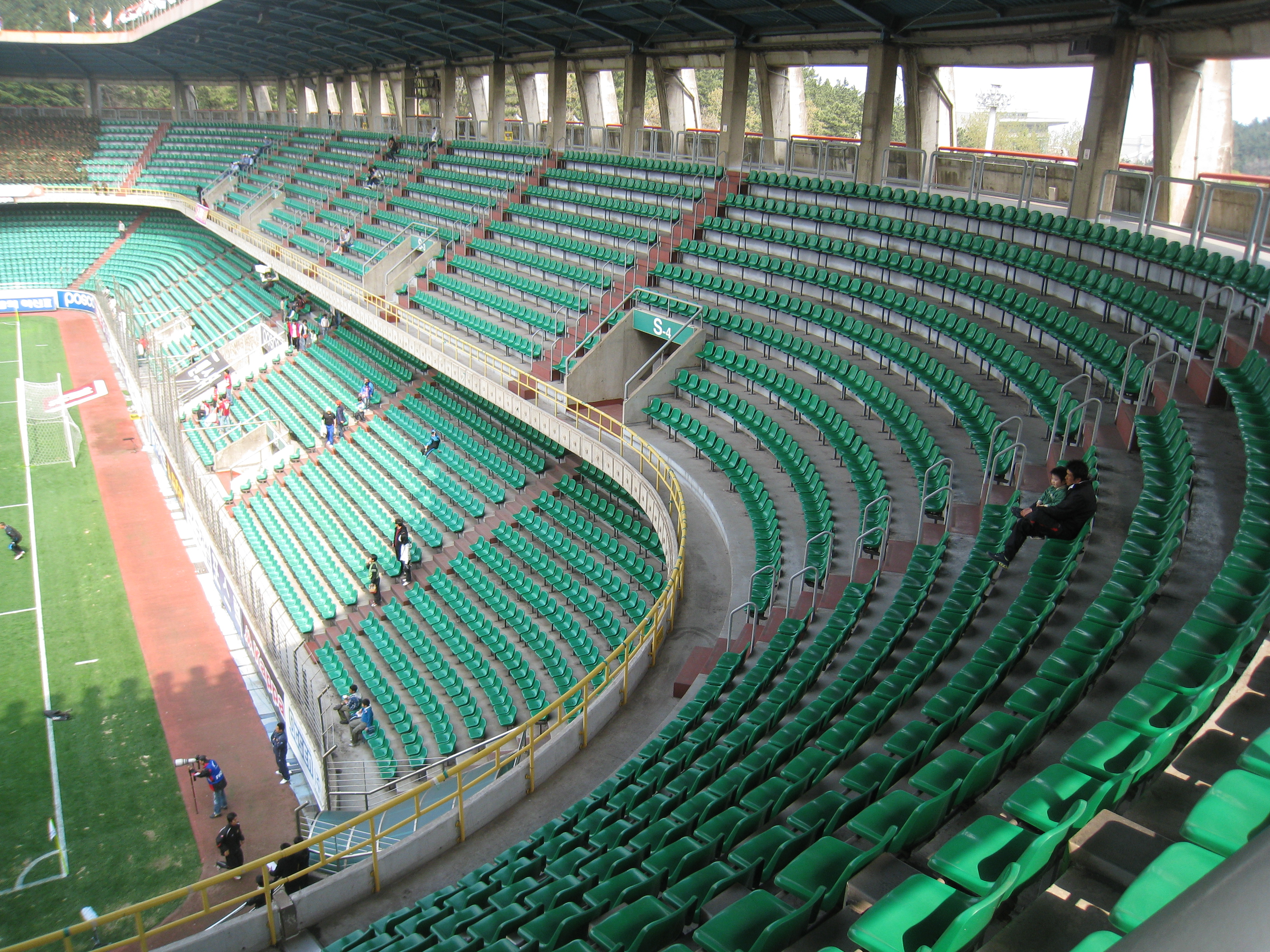
주 경기장 내부
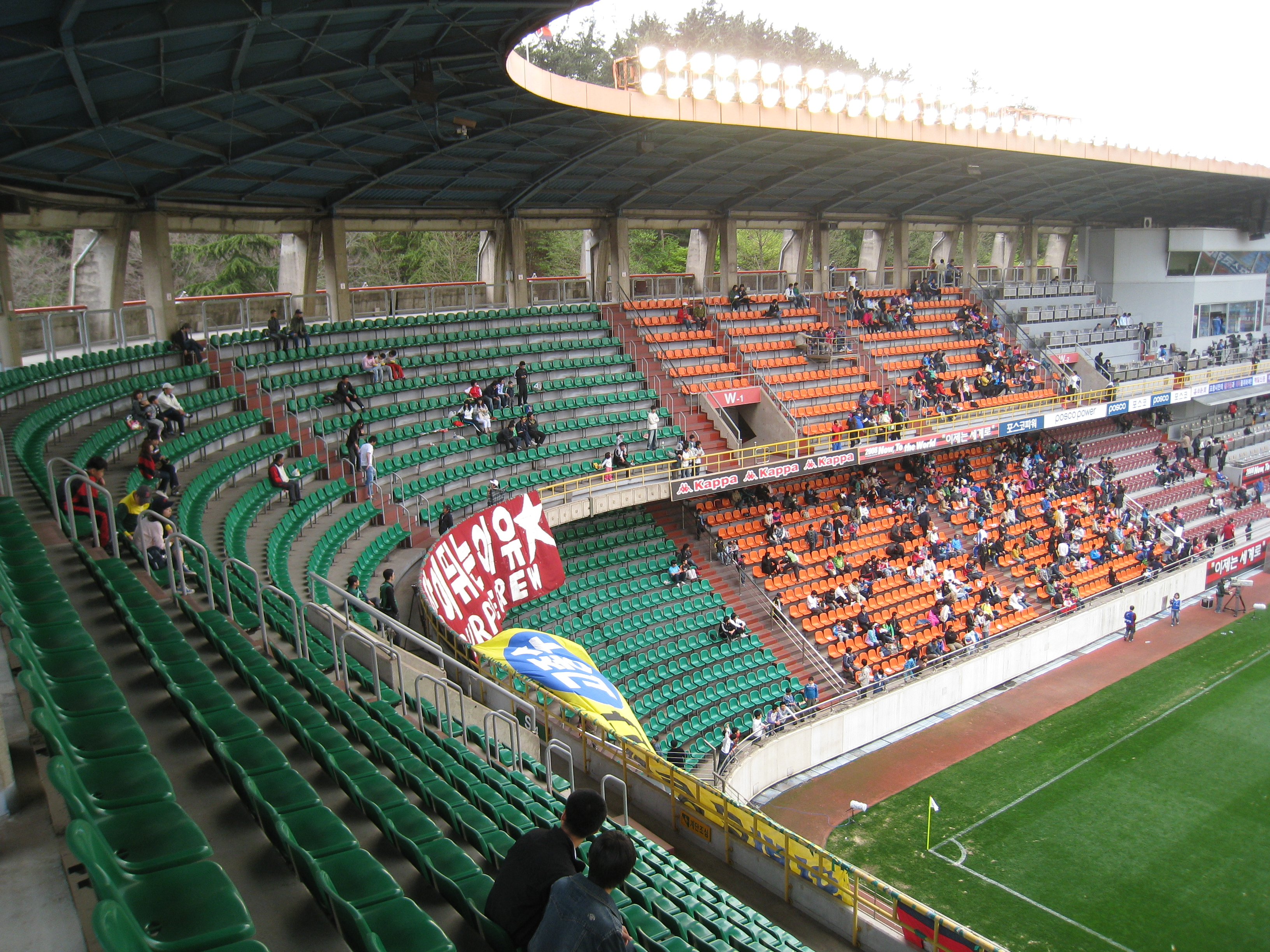
주 경기장 내부
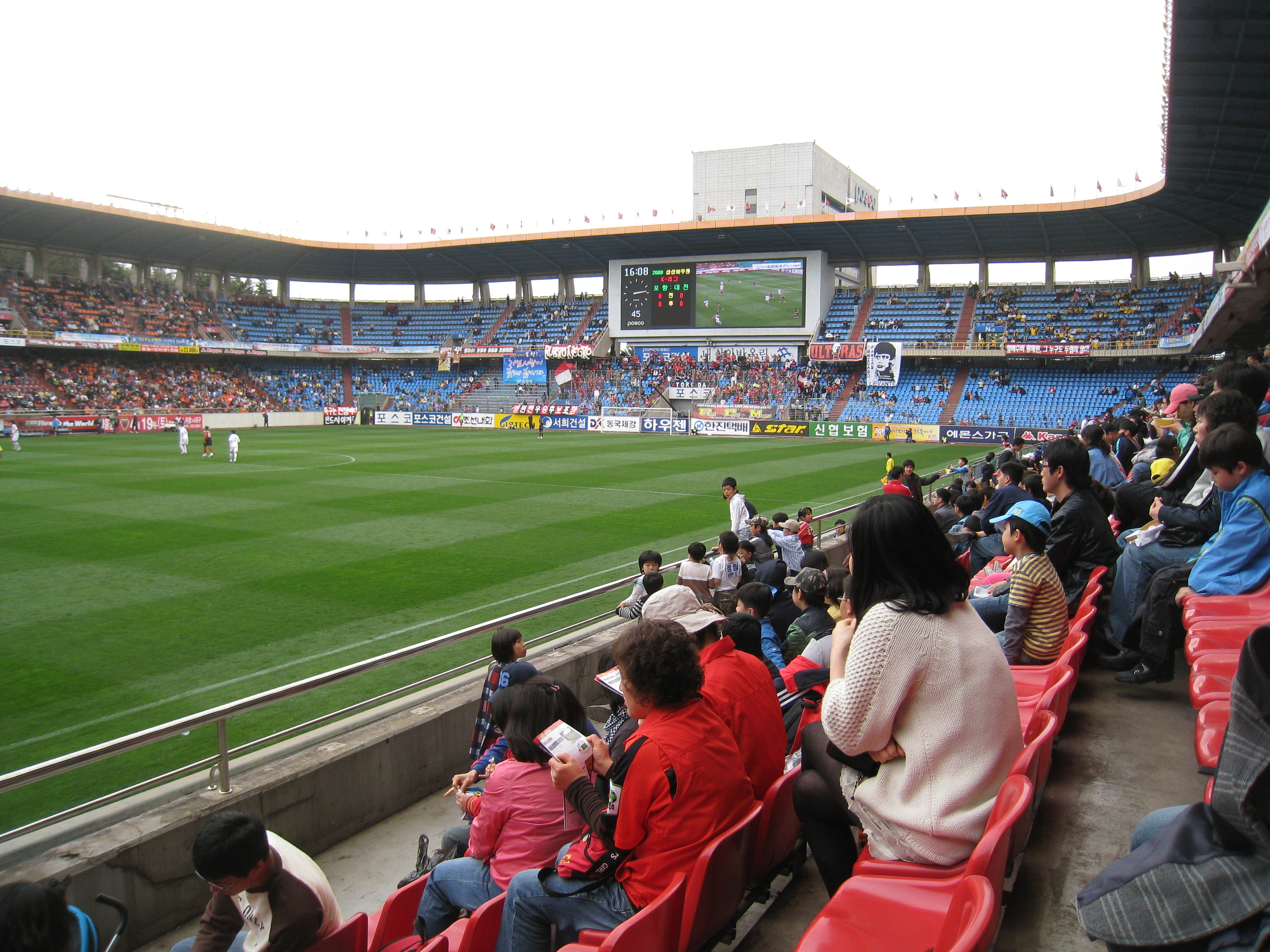
주 경기장 내부

## 참고 문헌
- “포항스틸야드 역사”. 포항 스틸러스 축구단.
- “포항스틸야드”. 포항 스틸러스 축구단. 2013년 9월 21일에 원본 문서에서 보존된 문서. 2018년 11월 11일에 확인함.
- 〈포항스틸야드〉. 《두피디아》. 두산.
- 윤진식 (2006년 9월 14일). “[K-리그 꿈의구장]스틸야드란 이름의 포항축구전용구장”. 한국프로축구연맹.

## 같이 보기
- 포항 스틸러스